# Sanremo 2000 (Warner)
Sanremo 2000 è un album compilation di musica italiana, pubblicato nel febbraio 2000 dall'etichetta discografica Warner/Fonit.
L'album contiene 18 brani partecipanti all'edizione 2000 del Festival della canzone italiana.
I primi 9 brani erano stati in gara nella sezione "Campioni", mentre i successivi 9 avevano preso parte alla sezione "Giovani".
Nella copertina compare in primo piano un microfono, sullo sfondo di un muro sul quale sono riportate le firme dei "Giovani" presenti nella compilation con il loro brano, mentre i nomi dei "Campioni" sono riportati in un tondo.

## Tracce
1. Samuele Bersani - Replay
2. Alice - Il giorno dell'indipendenza
3. Irene Grandi - La tua ragazza sempre
4. Matia Bazar - Brivido caldo
5. Mietta - Fare l'amore
6. Gigi D'Alessio - Non dirgli mai
7. Umberto Tozzi - Un'altra vita
8. Spagna - Con il tuo nome
9. Marco Masini - Raccontami di te
10. Luna - Cronaca
11. Moltheni - Nutriente
12. Andrea Mirò - La canzone del perdono
13. Laura Falcinelli - Uomo davvero
14. Erredieffe - Ognuno per sé
15. Lythium - Noël
16. Joe Barbieri - Non ci piove
17. Fabrizio Moro - Un giorno senza fine
18. Andrea Mazzacavallo - Nord-Est